# سیارک ۲۲۱۳۷
سیارک ۲۲۱۳۷ (به انگلیسی: 22137 Annettelee، نامگذاری:2000VM15) بیست و دو هزار و صد و سی و هفتمین سیارک کشف شده‌است که در ۱ نوامبر ۲۰۰۰ کشف شد.
قدر مطلق سیارک برابر ۱۱.۷ است.